# Buengas
Buengas ist eine Kleinstadt (Vila) in Angola, im Südwesten Afrikas.

## Verwaltung
Buengas ist Sitz eines gleichnamigen Landkreises (Município) in der Provinz Uíge. Der Kreis umfasst eine Fläche von 2875 km² und hat etwa 88.403 Einwohner (Schätzung 2011). Die Volkszählung 2014 soll fortan gesicherte Bevölkerungsdaten liefern.
Drei Gemeinden (Comunas) bilden den Kreis Buengas:
- Cuilo Cambozo
- Nova Espença (vormals Buenga Norte)
- Quimbianda (vormals Buenga Sul)

Insgesamt 112 Ortschaften befinden sich im Kreis.